# Liza affinis
Liza affinis är en fiskart som först beskrevs av Günther, 1861.  Liza affinis ingår i släktet Liza och familjen multfiskar. Inga underarter finns listade i Catalogue of Life.